# أوفي ستوري
أوفي ستوري (بالإنجليزية: Awvee Storey)‏ مواليد 18 أبريل 1977 في شيكاغو، هو لاعب كرة سلة أمريكي سابق بدأ مسيرته الاحترافية في سنة 2002. اعتزل اللعب في 2010.

## فرق لعب لها
- سول سامسونج ثندرز
- بروكلين نتس
- واشنطن ويزاردز
- ميلووكي باكز

## إحصائيات المسيرة

### الموسم الاعتيادي
| السنة   | الفريق         | لعب | بدأ | دقيقة | ميداني% | ثلاثية | حرة  | ارتداد | صنع | استلاب | تصدي | نقطة |
| ------- | -------------- | --- | --- | ----- | ------- | ------ | ---- | ------ | --- | ------ | ---- | ---- |
| 2004–05 | بروكلين نتس    | 9   | 0   | 3.6   | .300    | .500   | .500 | .6     | .1  | .0     | .0   | .9   |
| 2005–06 | واشنطن ويزاردز | 25  | 1   | 4.6   | .390    | .429   | .571 | .9     | .2  | .1     | .0   | 1.7  |
| 2007–08 | ميلووكي باكز   | 26  | 0   | 10.0  | .438    | .000   | .483 | 2.1    | .6  | .3     | .0   | 3.5  |
| المسيرة |                | 60  | 1   | 6.8   | .414    | .250   | .511 | 1.4    | .4  | .2     | .0   | 2.4  |

## روابط خارجية
- أوفي ستوري على موقع إن بي أي (الإنجليزية)
- أوفي ستوري على موقع سبورتس رفرنس (الإنجليزية)
- أوفي ستوري على موقع كرة السلة الأوروبية.كوم (الإنجليزية)
- أوفي ستوري على موقع كلية كرة السلة في سبورتس رفرنس.كوم (الإنجليزية)
- أوفي ستوري على موقع ريلجم (الإنجليزية)
- أوفي ستوري على موقع بروبوليرز (الإنجليزية)
- أوفي ستوري على موقع سبورتس رفرنس (الإنجليزية)